# 神田愛花
神田 愛花（かんだ あいか、1980年〈昭和55年〉5月29日 - ）は、日本のフリーアナウンサー、タレント。
セント・フォース所属。元NHKアナウンサー。身長156cm。本名:日村 愛花（ひむら あいか、旧姓：神田）。夫はお笑いコンビバナナマンの日村勇紀。

## 経歴

### 学生時代
横浜市出身。子供の頃はお転婆な所があり、小学校で男子によるスカートめくりが流行った時に“ズボン下ろし”でやり返し、教師にこっぴどく叱られたこともあるという。小学6年生の頃に東洋英和中学部を第一志望、大妻中学校を第二志望として中学受験し、合格した大妻に進学。
大妻中学校・高等学校、学習院大学理学部数学科卒業。中学・高校時代には生徒会長を務めた。
1993年、中学受験時に通っていた日能研の受験終了後の祝賀会に出席した際に日能研と『平成教育委員会』がタイアップしていたことから、『平成教育委員会』に出演していた逸見政孝が司会をしていた。逸見が「初めて見たプロ（のアナウンサー）」であり、それまでざわついていたその場を一瞬で掌握して鎮めて話を始め、子供たちが真剣に話を聞いていたのを見て「アナウンサーという職業ってすごいな」と思い、アナウンサーになりたいと思い始めたきっかけの一つであったと話している。
高校1年生の頃に将来を見据えて文系理系を選ぶ際、アナウンサーになるために文系に進むべきか得意な理系の仕事に行くべきか迷った。担任教師に相談すると「アナウンサーを目指すならいっぱい言葉を知っていた方がいい」と言われ、その時は「苦手な国語を勉強しないといけないなら、アナウンサーになれなくてもいいかな」と思い、理系の進路を選択。
大学時代は理学部数学科教授の飯高茂研究室に在籍した。また、大学在学中には女性ファッション雑誌に読者モデルとして登場したことがある。3年生時にはミスキャンパスコンテストに黒の全身タイツで臨み、「準ミス学習院」に選ばれた（この時の司会はタイムマシーン3号）。サッカーサークル『アル中』のマネージャーを務めていた。
就職活動の際、大学の先輩たちから「企業によって時々、圧迫面接をされることがある」と聞いて不安になった。圧迫面接を受けてでもやりたい仕事は何かを改めて自問したところ、「アナウンサーしかない」と思い、一転アナウンサーを目指すことを決意。東京キー局の試験を順番に受けたが、民放は全部不合格で最後に受けたのがNHKだった。当時私生活でNHKの番組をほとんど見たことがなく、一次面接でNHKでは何の番組が好きかを尋ねられ、少し前に見た『プロジェクトX〜挑戦者たち〜』の内容を話した。この応答に、面接官から普段NHKの番組を見ていないことを見透かされたが、合格した。

### NHKアナウンサー時代
大学卒業後、2003年にNHKに入局。初任地は福岡放送局であった。
同局時代、特に2005年以降は度々全国区の番組に出演、2005年には青山祐子の代役で『サタデースポーツ』、『サンデースポーツ』のキャスターを務めたほか、第56回NHK紅白歌合戦『スキウタ〜紅白みんなでアンケート〜』のお披露目隊として先輩の高山哲哉とともに主に東日本を担当し日本全国を走り回った。2006 FIFAワールドカップ放送では、総合テレビで日曜日の朝に放送されていたウィークリーハイライトのサブMCも務め、このこともあり期間中は毎週上京していた。
2007年春の東京異動後、2年間務めた塚原愛の後任として「愛から愛花へ」のキャッチフレーズで『爆笑オンエアバトル』6代目司会とBS hiの番組『にっぽん力検定』の司会となった。2007年11月25日には、全国高等専門学校ロボットコンテストの全国大会の司会を担当した。
2008年にフジテレビで放送された『FNS27時間テレビ!! みんな笑顔のひょうきん夢列島!!』内「さんま・中居の今夜も眠れない」では、明石家さんまが選ぶ「さんまのラブメイト10」の4位とされた。
2012年1月にNHKを退職する意思を伝え、3月31日付で退職。

### フリーアナウンサー時代
NHKを去った後にフリー転身を目指して複数の芸能事務所と所属契約の交渉を行い、2012年7月、セント・フォースに所属することが決まる。
同年10月2日よりフリーとして活動開始。TBSラジオの『ザ・トップ5〜リターンズ』の火曜パーソナリティ などを担当。
2013年4月から1年間フジテレビ『めざにゅ〜』のメインキャスター（月曜 - 水曜）を務めた。
2015年4月17日発売の写真週刊誌フライデーにて、お笑いコンビバナナマンの日村勇紀との交際を報じられ、双方の事務所も恋人交際を認めた。ただし、神田と日村の双方の母親は二人の交際に反対していた。
2018年4月7日、日村との婚姻届を役所に提出し、結婚。日村が当日のTBSラジオ『バナナマンのバナナムーンGOLD』で報告した。結婚後も旧姓で活動している理由について「神田だと神の字が付いているから、『神』を失いたくない」と言ったことがその一つであると語っている。

### 人物
ハッキングが怖いという理由などで、ネット通販には消極的。
国語が苦手である。その理由について本人は、「本に書かれている文章から行間を読み解かなければいけないのが苦手。読み手によって解釈が変わるのが嫌。理数科目の問題の答えは一つなのに、国語は問題によっては答えがいっぱいあることが苦手なんです」と語っている。NHKアナウンサー時代は漢字の読み間違いが多く、また、選挙のニュースでは「公示」と「告示」の違いを分かっておらず大失敗したこともある。
子供の頃は駄菓子の他に、「色が濃すぎる」「味が刺激的」という理由からカレーやキムチが親から禁止され、ニンニクやラー油も自宅に置いてなかった。
お気に入りのアニメは『シティーハンター』。本人によると、子供の頃はテレビ鑑賞は1日30分まで（プロ野球中継のみ例外）と決められていたため、その視聴時間を『シティーハンター』のために費やしていたとのこと。
プロ野球ファンで、母親の影響もあって広島東洋カープを応援し、幼少期は自身の地元にある横浜スタジアムで観戦していた。2024年5月4日にはテレビ新広島との縁から、カープの本拠地・マツダスタジアムで始球式をした（バッターは横浜の桑原将志）。また、ヤクルトスワローズ（現：東京ヤクルトスワローズ）のファンクラブに入っていた時期もあった。
自身がMCを務めるバラエティー番組『ぽかぽか』（フジテレビ）で、本当に好きな歌舞伎役者は故・十代目坂東三津五郎だとゲスト出演した中村獅童の質問に対して答えた。また国立劇場の初春歌舞伎公演初日観劇で人間国宝の七代目尾上菊五郎がセリフを失念した（トチリ）目撃談も語っている。
3歳上の兄と弟がいる。
櫻井よしこや安藤優子を理想・目標としている。

### 趣味・嗜好
趣味は、海釣りと歌舞伎鑑賞。

### 資格・免許
- 一級小型船舶操縦士

## 出演番組

### NHK勤務時
情報ワイド福岡いちばん星（2006年1月4日 - 2007年3月30日） - ニュース担当
- お元気ですか日本列島 ぐるっとニュース（ - 2007年3月20日） - 当初は小郷知子と、小郷の転勤後は守本奈実・野尻あかねと交替で担当
- 爆笑オンエアバトル（2007年度） - 司会
- 海外安全情報（NHKワールドTV、NHKワールド・プレミアム、BS1）※
- 午後5時のNHKニュース ※
- NHKニュース7 - ニュースリーダー ※
※印の番組は、2007年度の同一日に担当。
- 双方向クイズ にっぽん力
  - にっぽん力検定
- BSベストスポーツ（2008年度）
- とくせん（2008年度）
- 科学大好き土よう塾（2008年度）
- EYES・アレ今どうなった?（2009年6月 - 7月27日）
- 地頭クイズ ソクラテスの人事（2009年4月 - 9月17日）
- 激♡恋…運命のラブストーリー… 第2部（2010年4月8日 - 5月27日） - お便りコーナー担当
- すイエんサー（2010年度・2011年度上期） - ナビゲーター
- 土ようマルシェ（2011年4月 - 2012年3月17日） - 司会
- クイズでGo! ローカル線の旅（2008年12月 - 2012年1月、不定期） -  進行
- ワンダー×ワンダー（2009年4月 - 2011年、SPで不定期） -  司会
- こんなステキなにっぽんが（不定期） -  ナレーション
- NHK紅白歌合戦
  - 第56回（2005年）『スキウタ〜紅白みんなでアンケート〜』 - お披露目隊、その他関連番組等への出演
  - 第59回（2008年12月31日） - ラジオ実況
  - 第60回（2009年12月31日） - ラジオ実況
  - 第62回（2011年12月31日） - テリー伊藤と共にテレビ副音声担当
- 2006 FIFAワールドカップ・ウィークリーハイライト - サブMC
- 九州沖縄スペシャル『ふるさとチャンピオン大集合』（2007年3月）
- 全国高等専門学校ロボットコンテスト（2007 - 2009・2011年度全国大会）
- 2010 FIFAワールドカップ・南アフリカ大会（2010年6月17日・18日・22日） - 鳥海貴樹と共にスタジオ進行

### フリー転向後
〇：出演中

#### テレビ
- 土曜の夜は!おとななテレビ（TVQ九州放送／2014年1月11日 - ） - MC
- ニュースザップ（BSスカパー!／2014年10月6日 - ）月 - 木曜日MC
2015年3月30日～2016年3月25日は月 - 水曜日MC
- 未来予想クイズ（BSスカパー!／2015年9月20日 - 〇） - MC
- ワラッタメ天国（フジテレビ／2012年10月28日 - 2013年3月24日、毎週日曜日） - MC
- キラキラきれい わたしのレシピ（BS朝日／2013年）
- めざにゅ〜（フジテレビ／2013年4月1日 - 2014年3月、毎週月 - 水曜日担当） - メインキャスター
- BSニュース 日経プラス10（BSジャパン／2013年4月3日 - 2014年3月26日、毎週水曜日担当） - メインキャスター
- めざましテレビ アクア（フジテレビ／2014年4月2日 - 9月25日、毎週水・木曜日担当） - メインキャスター
- スッキリ（日本テレビ、2022年 - 2023年3月20日[35]、隔週月曜日） - コメンテーター
- ぽかぽか（フジテレビ／2023年1月9日 - 〇） - MC
- きらきらアフロ（テレビ東京、2023年1月19日、26日） - 体調不良の松嶋尚美の代理
- 出川哲朗の充電させてもらえませんか?（テレビ東京、2023年2月4日） - 第119弾 番組初! ヤバいよ＜生放送＞3時間SP

#### ラジオ
- ザ・トップ5〜リターンズ（TBSラジオ／2012年10月2日 - 2013年3月26日、毎週火曜日担当）
- スキマから聴こえてくるラジオ ～平野啓一郎の“そろそろいい時間”～（JFN12局ネット）（2015年3月降板）
- ジェーン・スー相談は踊る（TBSラジオ／2015年2月28日・5月2日・2016年2月13日） - 代行MC
- ONE MORNING（TOKYO FM/2019年9月16日 - 18日） - 代理パーソナリティ

#### ウェブテレビ
- 亀田興毅に勝ったら1000万円（2017年5月7日、AbemaTV） - 進行[36]
- ドキュメンタル番外編 女子メンタルfromまっちゃんねる（2021年、Amazonプライム・ビデオ）- シーズン2出演

#### 配信ドラマ
- 最愛のひと 〜The other side of 日本沈没〜 第8話（2021年、Paravi）- ニュースキャスター 役

#### 映画
- 望み（2020年10月、KADOKAWA） - アナウンサー役

## 連載
- わたしとピンクと、時々NY（講談社・FRIDAY）

## NHK在籍時の同期アナウンサー
- 青井実（退職→2024年2月よりフリー転身）
- 網秀一郎
- 新井秀和
- 一柳亜矢子
- 猪原智紀
- 大沢幸広
- 小澤康喬
- 川崎寛司
- 後藤康之
- 佐々生佳典
- 佐藤克樹
- 塩田慎二
- 首藤奈知子
- 鈴木貴彦
- 高木修平
- 田中秀樹
- 谷口慎一郎
- 筒井亮太郎
- 中山庸介
- 西堀裕美
- 橋本奈穂子
- 畠山大志
- 比田美仁
- 古野晶子
- 森田洋平